# 스노우레인
《스노우레인》은 모바일게임 회사 게임데이에서 개발한 미연시 게임이다. SKT와 KT, LGT에서 유통중이며 2011년 2월 22일에 정식으로 발매되었다. 세상일에 무관심한 열여덟 소년 서지훈이 어느날 소꿉친구들을 비롯한 여러 여자들과 얽히면서 점차 사랑에 눈을 뜬다는 내용이다.

## 등장인물

### 주인공
- 서지훈(18세)

게임의 주인공이자 시점, 어릴때부터 몸이 안좋아 병원신세만 지던 어머니는 돌아가셨고 여기저기 전근을 많이 다녀야했던 직업군인 아버지의 권유로 1학년때부터 자취생활을 하게 된다. 세상일에 무관심한데다 말수도 적은 편이라 친구라고 부를만한 사람들은 소꿉친구 유다혜와 최미나, 같이 일하는 아르바이트 후배 송아라, 자신을 베프라고 여기며 죽자사자 쫓아다니는 변태균이 전부다. 하지만 언제부터인가 히로인들과 얽히기 시작하고나서는 점차 달라지기 시작한다.

### 메인 히로인
- 유다혜(18세)

지훈의 소꿉친구. 지훈에 대한 애정이 남달라 항상 지훈의 집에 먼저 와서 그를 깨워주고 함께 아침을 먹는다. 18살 소녀답지 않은 가정적이고 섬세한 면모를 지녔지만 지나치게 눈물이 많고 마음이 약한게 흠이다. 어릴땐 스트레스성 불치병을 앓아서 누워만 있는 편이었지만 지훈과 미나를 만나고 나서는 점차 극복해나가기 시작하지만 어느날 돌연 병이 재발한다.
- 최미나(18세)

지훈의 소꿉친구. 한국인 아버지와 미국인 어머니 사이에서 태어난 혼혈아. 하지만 머리색과 피부색이 다르다는 이유만으로도 동네 아이들은 물론이고 외국인 며느리를 인정할 수 없었던 친할머니에게까지 재수없는 노란머리라고 모욕당한다. 이 모욕으로부터 구원의 손길을 내민 지훈을 오랫동안 짝사랑해왔지만 누구보다도 절친한 친구 다혜가 그에게 애정을 드러내는걸 보고는 날마다 '잉여인간'이라고 불러대며 사랑의 감정을 눌러참는다.
- 송아라(17세)

지훈이 일하는 루브르 레스토랑 후배. 다른 남자알바생한테는 '오빠' 소리를 잘도 하면서 이상하게 지훈에게만 '오라버니'라는 딱딱한 호칭을 쓰면서 거리를 둔다. 키도 작고 몸집도 작은 편이지만 생긴것과는 달리 정말 부지런하고 야무진 아이다. 자신에게 첫눈에 반해서 집적대는 태균을 항상 응징하며 마순덕하고도 살벌한 라이벌 사이가 된다.

### 서브 히로인
- 소희(18세)

어느날 지훈이 학교를 땡땡이치고 해변공원에 나왔다가 우연히 만나게 된 소녀. 죽은 어머니와 똑같은 외모를 가지고 있어서 지훈은 물론이고 다혜와 미나도 어리둥절함을 감추지 못한다.
- 김윤아(18세)

지훈의 반 학급반장. 차가워 보이는 냉소적인 이미지를 가졌지만 어딘가 비밀스러운 면모를 감추고 있다. 성이 다른 두 동생들과 살고있다.

### 그 외 인물
- 변태균

지훈을 죽자사자 따라다니는 남학생. 무심한 지훈과는 달리 운동으로 몸을 단련한데다 해맑기까지한 근육바보. 나올때마다 바보처럼 굴었다가 주변 사람들에게 응징당하는 개그만 하지만 가끔은 바보끼를 싹 감추고 진지해질때도 있다.
- 마순덕

윤아의 의붓동생. 태균을 짝사랑하고 있으며 그라면 사족을 못쓴다. 하지만 무슨 이유에서인지 의붓언니를 굉장히 싫어한다.
- 마승훈

윤아의 의붓동생이자 순덕의 친동생. 윤아를 싫어하는 순덕과는 달리 윤아를 무척이나 잘 따른다.
- 서기혁

지훈의 아버지. 직업군인이다. 여기저기 전근을 많이 다녀야 했기 때문에 아들을 강하게 키운다는 핑계로 일찍이 자취생활을 시켰다. 그래서인지 가끔 전화로 안부를 물을때마다 어색한 모습을 보인다.
- 유만복

다혜의 아버지. 기혁과는 군대 선후임 지간이었고 아직도 현역으로 복무하고 있는 지훈의 아버지와는 달리 중사까지만 하고 퇴역하여 레스토랑을 차린다. 푸드 아티스트 일을 하느라 매일 외국생활을 하는 아내 때문에 본의아닌 기러기 아빠 신세가 되고 말았다.
- 최건

미나의 아버지. 아내의 자살, 손녀딸을 부정하는 어머니, 딸아이의 왕따문제 등으로 온갖 파란만장한 일을 다 겪은 탓에 딸에 대한 사랑이 남다르다.